# 科萨托
科萨托（義大利語：Cossato），是意大利比耶拉省的一个市镇。总面积27平方公里，人口14980人，人口密度554.8人/平方公里（2009年）。ISTAT代码为096020。

## 友好城市
- 以色列Neve Shalom